# Nueva Simplicidad
Nueva Simplicidad (en alemán, die neue Einfachheit) fue una tendencia estilística surgida entre algunos de los componentes de la generación más joven de compositores alemanes en los últimos años de la década de los años setenta y comienzos de los ochenta del siglo XX, y que supuso una reacción no solamente contra la vanguardia musical europea de las décadas de los cincuenta y sesenta, sino también contra la más amplia tendencia hacia la objetividad de comienzos de siglo. Algunos términos alternativos utilizados en ocasiones para designar este movimiento son “Nueva Subjetividad” (neue Subjektivität), “Nueva Esencia” (Neue Innigkeit), “Nuevo Romanticismo”, “Nueva Sensualidad”, “Nueva Expresividad”, “Nuevo Clasicismo” y “Nueva Tonalidad”.
En general, estos compositores propugnaron una inmediatez entre el impulso creativo y su resultado musical (en contraste con la elaborada planificación precompositiva característica del vanguardismo), con la intención de crear una comunicación más fácil con las audiencias. En algunos casos, ello significó una vuelta al lenguaje tonal del siglo XIX así como a las formas musicales (sinfonía, sonata) y a las combinaciones instrumentales (cuarteto de cuerda, trío con piano) tradicionales, que habían sido evitadas en su mayor parte por la vanguardia. Para otros compositores, significó trabajar con texturas más simples o el empleo de armonías triádicas en contextos no tonales. De entre los compositores identificados de una forma más cercana con este movimiento, solamente Wolfgang Rihm ha conseguido una reputación significativa fuera de Alemania. 
Otros autores, de mayor edad y/o de otras nacionalidades, como Hans Abrahamsen, Alfred Janson, Aaron Kernis, Wilhelm Killmayer, Ladislav Kupkovic, György Kurtág, Roland Moser, Arvo Pärt, Alfred Schnittke, Kurt Schwertsik y Howard Skempton han sido relacionados ocasionalmente con los “nuevos simplicistas”. Al menos dos autores han ido aún más lejos al asegurar que uno de los compositores vanguardistas contra el que se había rebelado más ostensiblemente la Nueva Simplicidad, Karlheinz Stockhausen, se habría anticipado a sus posiciones con la simplificación radical de su estilo que se produjo entre 1966 y 1974 (Faltin 1979, 192; Andraschke 1981). 

## Lista de compositores de la Nueva Simplicidad
- Hans-Jürgen von Bose
- Helmut Cromm
- Hans-Christian von Dadelsen
- Jury Everhartz
- Peter Michael Hamel
- Detlev Müller-Siemens
- Jens-Peter Ostendorf
- Wolfgang Rihm
- Peter Ruzicka
- Wolfgang von Schweinitz
- Manfred Stahnke
- Ulrich Stranz
- Manfred Trojahn